# Contea di Nandi
La Contea di Nandi è una della 47 contee del Kenya situata nella ex Provincia della Rift Valley. Al censimento del 2019 ha una popolazione di 885.711 abitanti. Il capoluogo della contea è Kapsabet. Altre città importanti sono: Mosoriot, Kaiboi, Kabiyet e Nandi Hills.